# Пресагентство
Пресагентство е термин от областта на връзките с обществеността, с който означава създаване на новини и събития, чрез които да бъде привлечено вниманието на медиите и да се предизвика интересът на публиките. Терминът е натоварен с негативен оттенък, заради схващането, че количеството медийно отразяване определя относителната значимост на новината, както и по причина, че към такива услуги обикновено прибягват организации, които не „произвеждат“ събития и новини, интересни сами по себе си и достойни за отразяване.
Пресагентството се свързва с практики, при които изкуствено се инсценират събития и се използват дори незначителни поводи, за да се разпространяват новини за организацията-клиент. При това разпространяваната информация обикновено не е напълно невярна, но е поднесена преувеличено, с изместен към клиента фокус на вниманието.
Често използваните подходи в пресагентството за придаването на новинарски елементи на събития и привличане на медиен интерес са свързани с:
- обвързване с решаването на обществено значими проблеми, дори при минимално участие на организацията-клиент, така, че тя да се представи в ролята на „спасител“,
- използване на името на уважавани или популярни личности, която привличат върху себе си медийния интерес, а оттам и върху организацията-клиент (често по тривиални поводи например коктейли),
- създаването на медиен „шум“, „митове“ и „легенди“ около имената на личности.

Пресагентството играе съществена роля в звукозаписната индустрия, професионалния спорт, туризма, филмовата индустрия, телевизията, концертния и театралния живот. Използва се в политическите кампании и отделните мероприятия на политическите партии, за да направи имената популярни и да привлече широка публика чрез силата на медиите.